# Santa Cruz, Oxchuc
Santa Cruz är en ort i Mexiko.   Den ligger i kommunen Oxchuc och delstaten Chiapas, i den sydöstra delen av landet, 800 km öster om huvudstaden Mexico City. Santa Cruz ligger 1 439 meter över havet och antalet invånare är 147.
Terrängen runt Santa Cruz är lite bergig, och sluttar norrut. Runt Santa Cruz är det ganska glesbefolkat, med 21 invånare per kvadratkilometer. I omgivningarna runt Santa Cruz växer i huvudsak städsegrön lövskog.